# 扎古拉省
30°19′N 5°50′W / 30.317°N 5.833°W
扎古拉省（阿拉伯语：‎），是摩洛哥的省份，位於該國東北部，由德拉-塔菲拉勒特大區負責管轄，首府設於扎古拉，面積22,215平方公里，2004年人口285,000，人口密度每平方公里155人。